# Kartoun

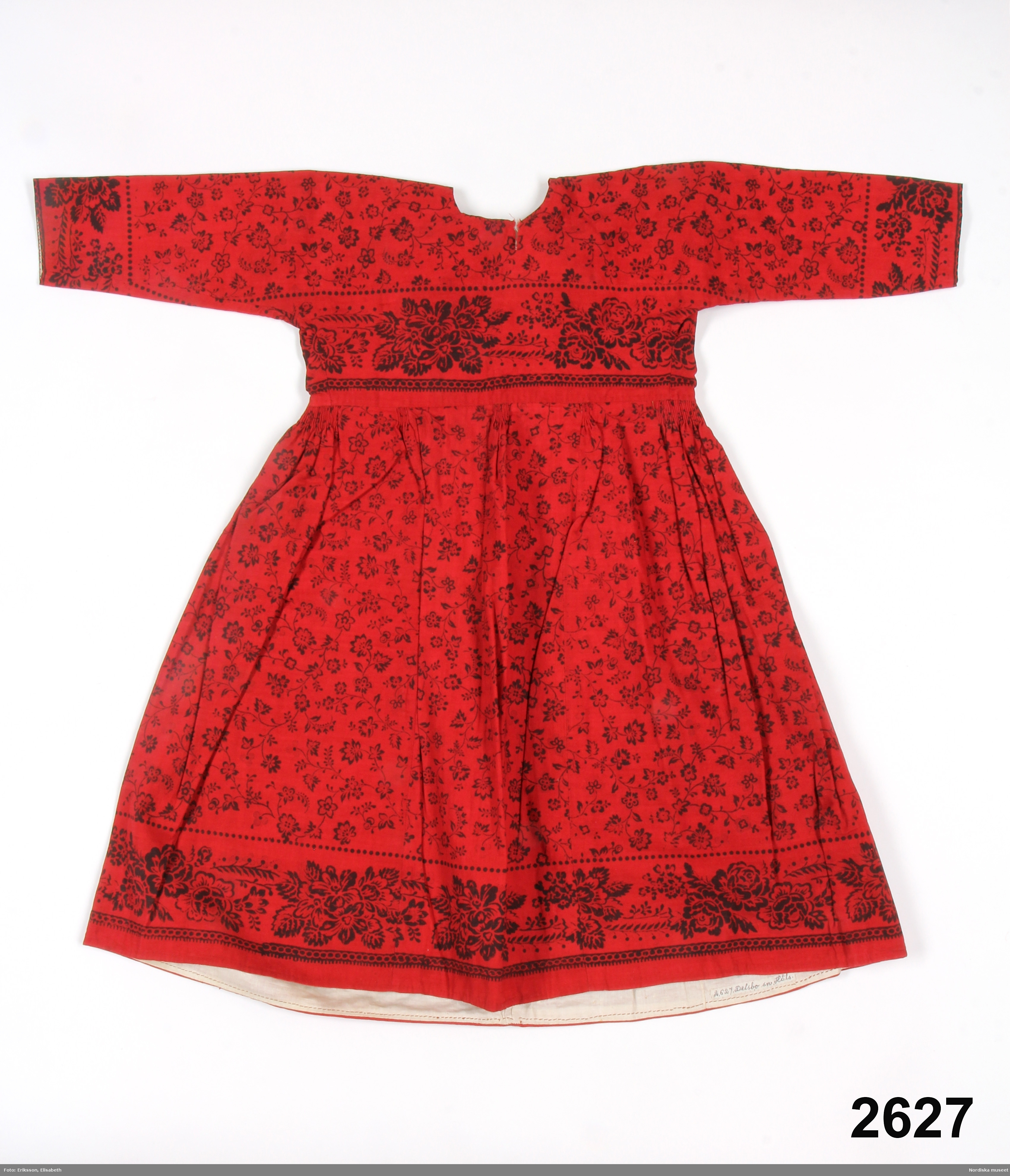
Šaty z kattunu z roku 1873 (v Severském muzeu ve Stockholmu)

Kartoun je obchodní označení pro jemnou bavlněnou tkaninu v plátnové vazbě.
Vyrábí se bělený, jednobarevný nebo potiskovaný a používá se na šaty, pracovní pláště a zástěry. Běžný druh kartounu se tká z osnovní příze 17 tex a útku 14 tex při dostavě 28x27. Známé je také hrubší zboží z příze 20 tex s 22 osnovními a 17 útkovými nitěmi na centimetr.

Výraz kartoun pochází z německého Kattun (odvozeného z anglického cotton = bavlna), v němčině se začal používat koncem 17. století pro napodobeniny lehkých indických tkanin 
(Indienne) potiskovaných zvláštní (v Evropě) neznámou technikou. V roce 1790 byl výrobní postup zveřejněn. Sestával z
- přípravy: bělení, čištění a hlazení před potiskováním
- vlastního potiskování: kontury motivu, nanášení barvy a) štětcem b) patřičně obarvenými dřevěnými šablonami c) štočky (až 80 na jeden vzor)
- z úpravy: vyvářka, bělení, praní, hlazení

U vzorů tvořených z více obtisků jednoho nebo více štočků označovaly kolíky ve všech čtyřech rozích hranici střídy vzoru. (Na některých hotových kartounech jsou otisky těch kolíků jako punktíky viditelné)

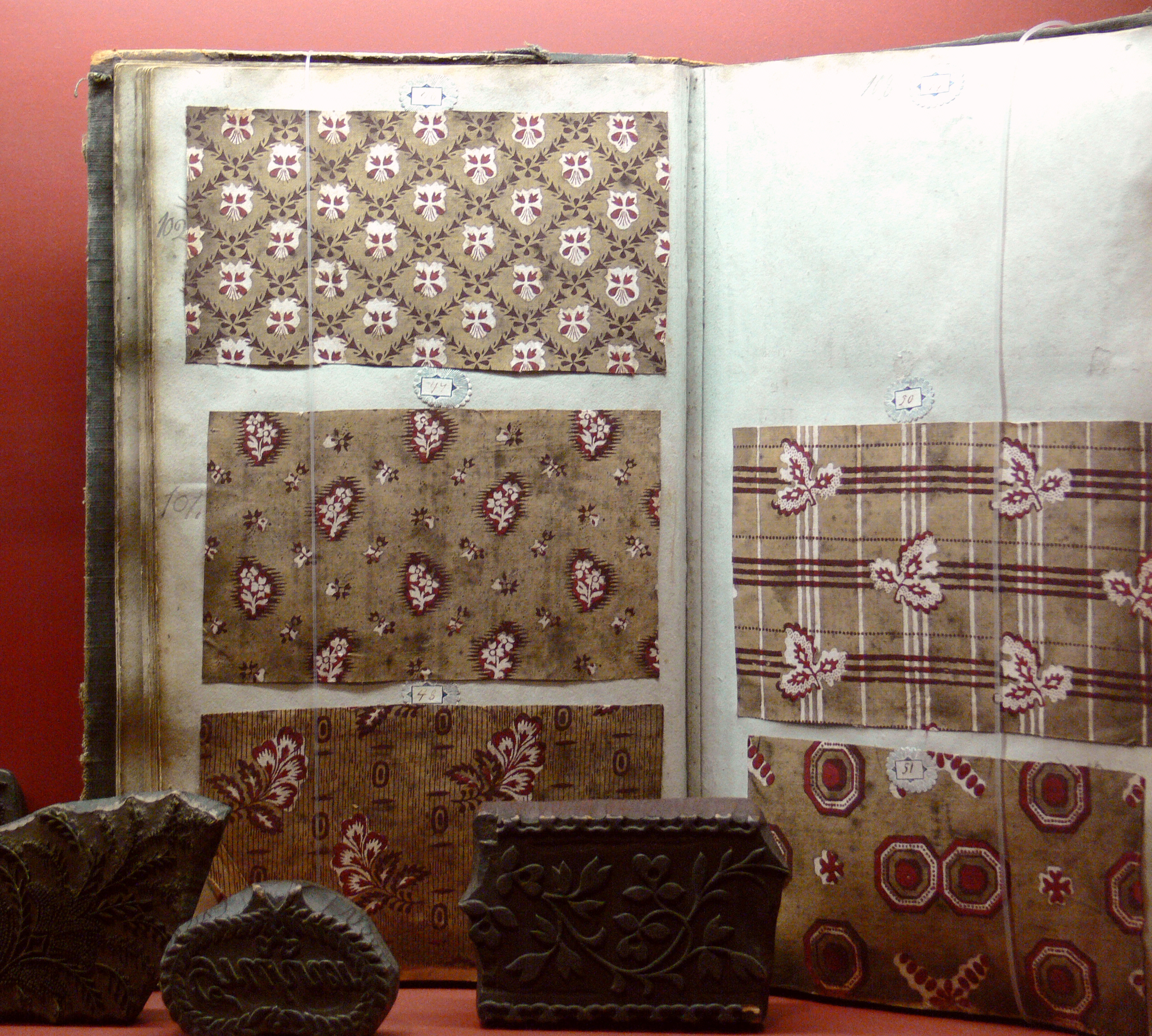
Vzorkovnice kartounů z muzea v Saské Kamenici

Potiskované kartouny se původně vyráběly ručně se vzory vyrytými do dřevěné formy. Teprve ve 2. polovině 19. století bylo zavedeno průmyslové potiskování na rotačních strojích.
V té době se potiskované kartouny používaly ve značném rozsahu na poměrně levné dámské oděvy (v Evropě asi 1/7 ze všech bavlněných tkanin).
Podobný kartounu, jen v hrubším a hustějším provedení je kreton. Nejčastěji se vyrábí z příze 30 tex v dostavě 30/30 na cm. Pod tímto názvem se původně vyrábělo plátno z lněné osnovy a konopného útku. Tkanina se dnes převážně používá jako dekorační materiál.